# 乳頭

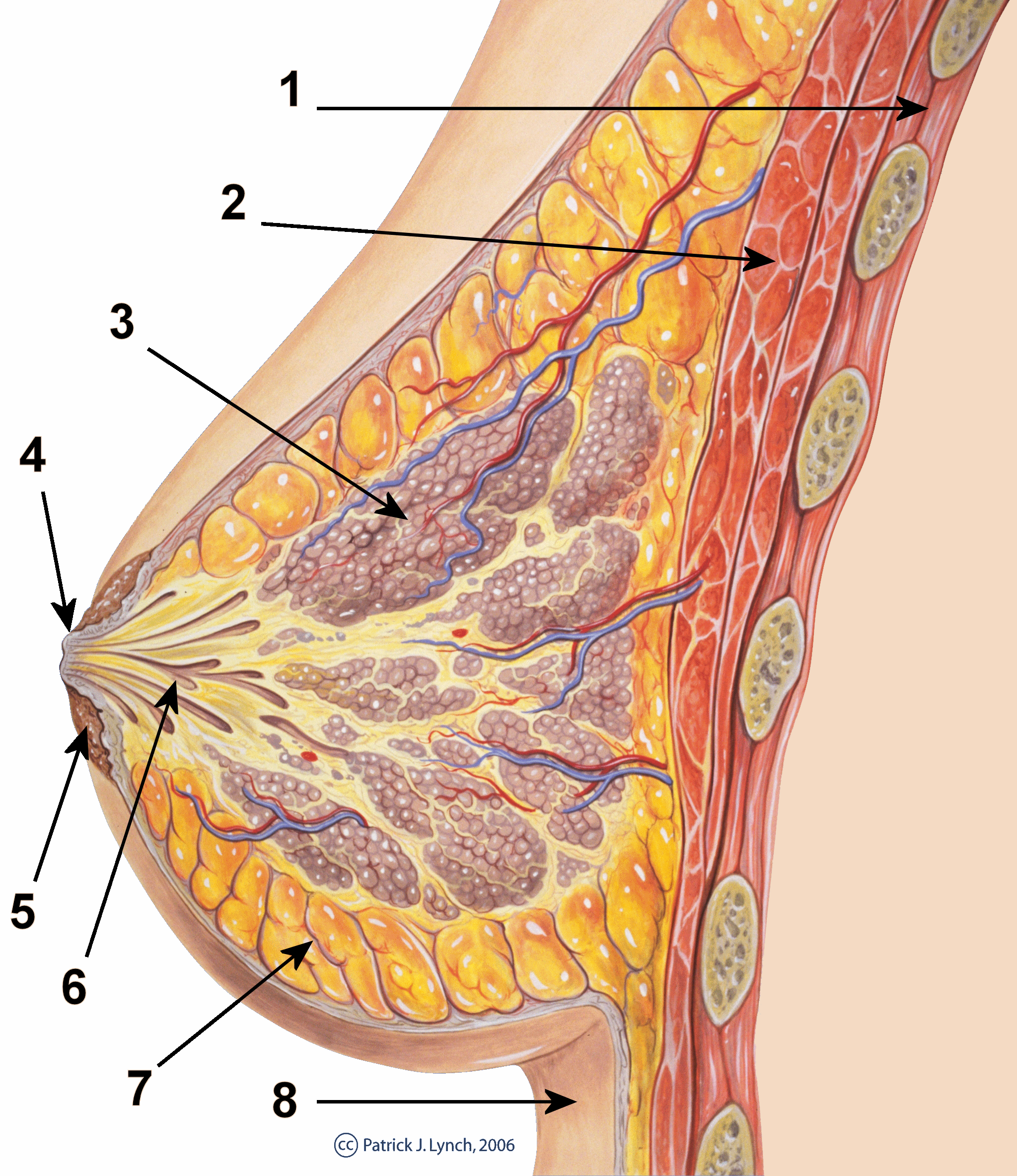
人類女性乳房解剖構造，4號箭頭所指為乳頭所在。

乳头，也称奶头，是哺乳动物乳房中央突起的圆柱状部分，比乳晕和乳房要硬。雌性哺乳动物的乳头有哺乳功能，乳水會從乳腺管經由乳头分泌，餵養嬰兒。乳水可能是因為乳头受力而流出，也可能是因為平滑肌收缩而流出。乳头周圍的組織稱為乳晕，其顏色會比乳房顏色要深一些。人类乳头是重要的性感帶。乳头由紧密的平滑肌和结缔组织组成。平滑肌环行或放射状排列，当遇到性刺激或力學刺激时，平滑肌收缩，可使乳头变硬凸起。在許多文化中，會將女性的乳头「性化」或「視為性目標的一部份，以其實體特徵及性感程度來評斷」。

## 大小
正常乳头两侧对称，表面粉红色或棕色。男性大部份黑色居多，且有毛。女性乳头圆柱状部分直径一般为0.8-1.5厘米，高出乳晕平面约1.5-2厘米。异常发育导致的凸瘤状增生与管状突出增生被称为乳头过大。

## 数量
乳头数量跟繁殖力（一胎产仔数）相关，多为偶数，从2个到18个不等。例如灵长类、羊、马有两个乳头；牛有4个乳头；猫有8个乳头。但北美负鼠有13个乳头，其中12個圍成一個圓形及1個在中間。如果有人有3-4个乳头，都会被称为多乳症。

## 構造
乳头周遭表面凹凸不平有点像菜花状，女性乳头有6-9个输送乳汁的乳腺开口和数量不等的皮脂腺开口， 皮脂腺开口一般不会超过20个。乳头由乳头顶、乳头颈和乳头底组成。乳头颈部受年龄和生育哺乳的生理影响，一般少女乳头颈部短小，上小下大，有点像锥柱体；生育哺乳后的乳头颈部变大变长，便于哺乳。同时，妊娠后受到体内雌激素和孕激素增加的影响，乳头颜色也渐渐加深。如果是乳腺堵塞，可以少量多次的排空导管，如果哺乳期乳头破损，那么是婴儿没有把整个乳头含入嘴中导致的，这是因为瓶装吸奶器的设计导致婴儿的习惯问题。
雄性哺乳动物包括人类男性也有乳头，乳头比较短小，而且乳腺管退化没有哺乳或其它功能，但亦是性敏感部位。

## 書目
- Hansen, John. . Philadelphia: Saunders/Elsevier. 2010. ISBN 9781437702729.